# Vibrationsalarm

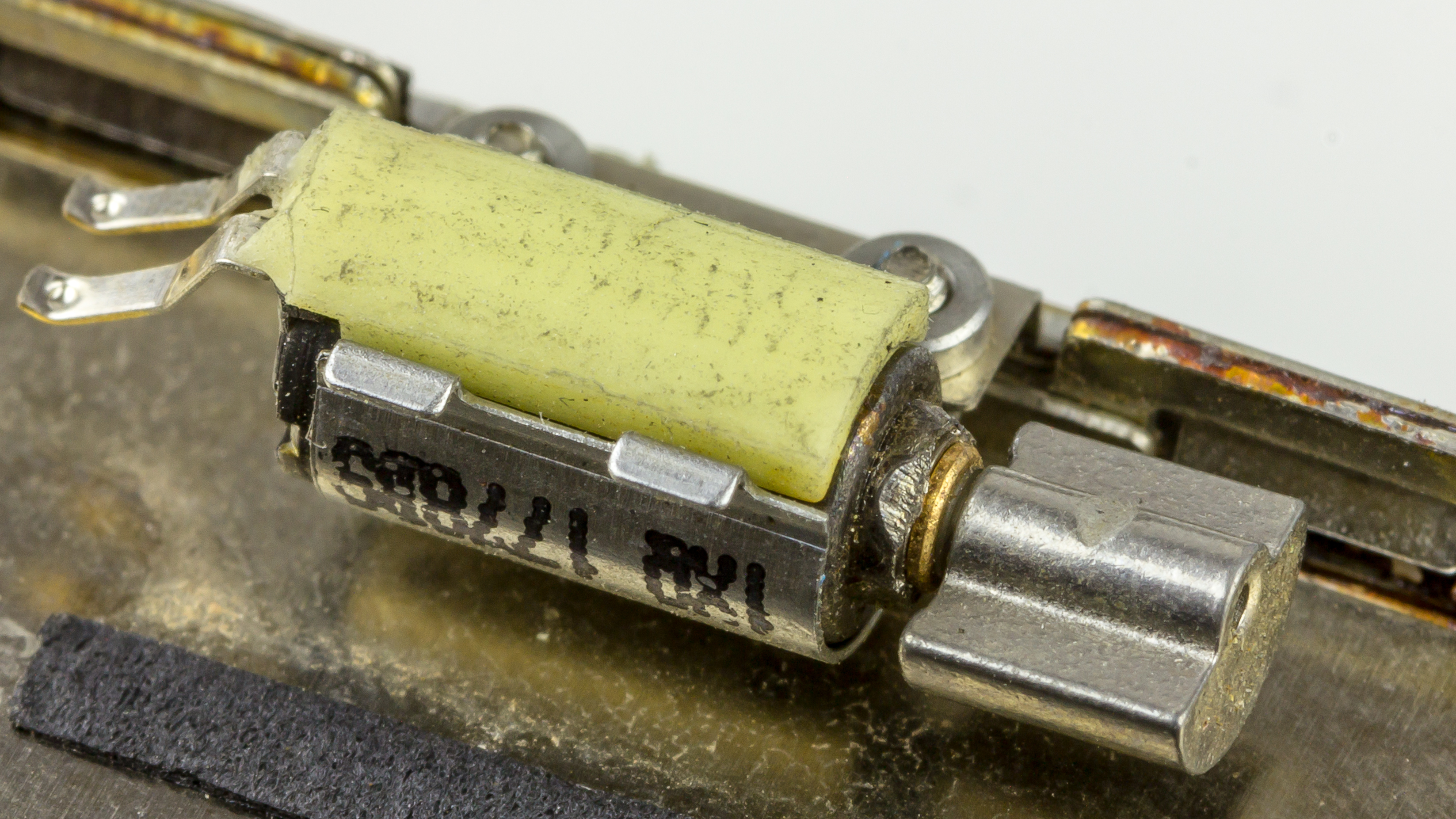
Unwuchtmotor zur Erzeugung des Vibrationsalarms in einem Smartphone

Unter einem Vibrationsalarm versteht man einen Signalgeber, der durch Vibrationen den Eintritt eines Ereignisses signalisiert. Der Anwender nimmt diese typischerweise über die Haut wahr, indem er das Gerät nahe am Körper trägt.

## Anwendung und Funktion
Er wird vor allem bei Mobiltelefonen für eingehende Anrufe, SMS-Nachrichten oder sonstige Benachrichtigungen eingesetzt. Dabei werden statt eines akustischen Ruftons (Klingelton) oder in Ergänzung zu diesem mehr oder weniger lautlose Vibrationen ausgelöst. Das ist vor allem dann sinnvoll, wenn Störungen anwesender Personen durch Geräusche vermieden werden sollen oder aufgrund der Umgebungsgeräusche ein akustisches Signal leicht zu überhören wäre. Eine weitere Anwendung in Mobiltelefonen ist das haptische Feedback bei Touchscreens, wobei die Vibration als Rückmeldung für eine erfolgte Berührung dient.
Bei modernen Mobiltelefonen ist dieser Signalgeber meist bereits eingebaut. In Geräten älterer Generationen konnte man ihn teilweise durch einen entsprechend ausgestatteten Akku nachrüsten.
Die Vibrationen werden bei Mobiltelefonen typischerweise durch einen kleinen Motor erzeugt, der eine Unwucht trägt. Die Unwucht sorgt aufgrund ihrer Massenträgheit dafür, dass das Gehäuse vibriert. In einigen Mobilfunktelefonen wird der Lautsprecher bzw. die Hörkapsel als Vibrationsgeber genutzt, indem er mit niedrigen Frequenzen betrieben wird. Die Lautsprechermembran wird damit in mechanische Schwingungen versetzt und stellt die Gegenmasse zum Gehäuse dar, welches durch die Massenträgheit der Membran in Schwingung versetzt wird.
Der Mobiltelefon-Hersteller Nokia hat zudem ein Konzept patentiert, mit dem sich Tätowierungen bei eingehenden Anrufen zum Schwingen bringen lassen. Magnetische Wellen ermöglichen eine Kommunikation der Tätowierung mit dem Smartphone. Sogar eine individuelle Programmierung bezüglich der Art der Vibration soll je nach Anrufer möglich sein. Allerdings funktioniert die Technologie nicht mit normalen herkömmlichen Tätowierungen. Die unter die Haut gespritzte Tinte muss mit Eisen oder Eisenoxid versetzt sein, damit sie mit Hilfe der magnetischen Wellen aktiviert werden kann.
Häufige Verwendung finden unterschiedlichste Geräte mit Vibrationsalarm bei Menschen mit Hörbeeinträchtigungen (wie etwa Babyfone, Wecker etc.). Ein weiterer Einsatzbereich sind Armbanduhren, die zur Erinnerung an die Medikamenteneinnahme oder bei Enuresis diurna eingesetzt werden.

Im Versuchsstadium befinden sich zurzeit Vibrationsalarmsysteme für den Fahrzeugbau. Diese Systeme sollen durch Vibrationen im Gaspedal dem Fahrer dabei helfen, Kraftstoff zu sparen. Eine Elektronik ermittelt aus Informationen eines erweiterten Satellitennavigations- und eines Radarsystems die aktuelle Verkehrssituation und leitet daraus eine ökonomisch sinnvolle Geschwindigkeit ab. Liegt die aktuelle Geschwindigkeit über der so ermittelten Geschwindigkeit, wird der Fahrer durch eine Vibration im Gaspedal darauf aufmerksam gemacht.
- Vibrationsalarm eines iPhone 4

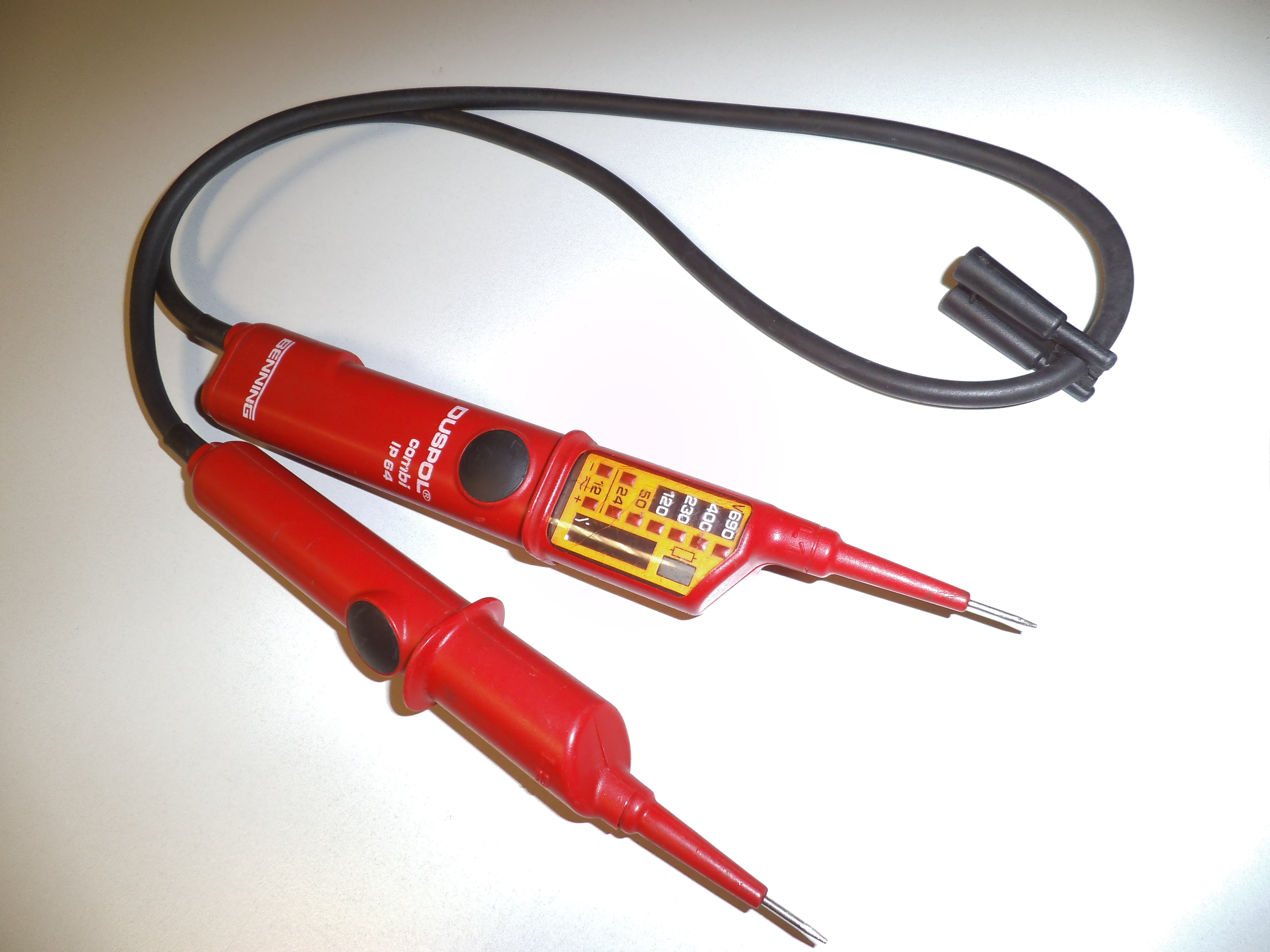
Spannungsprüfer mit Vibrationsalarm
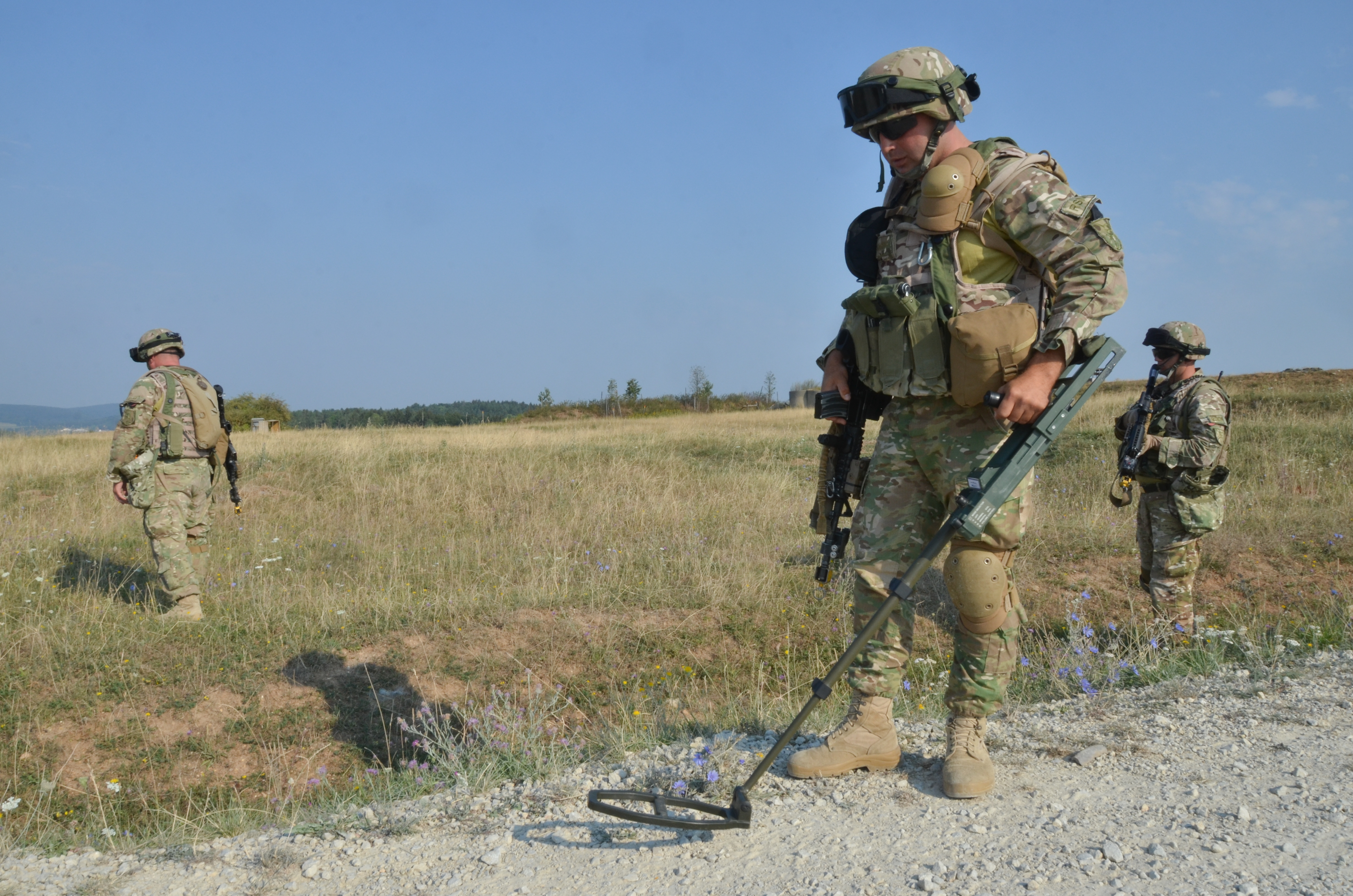
Metalldetektor
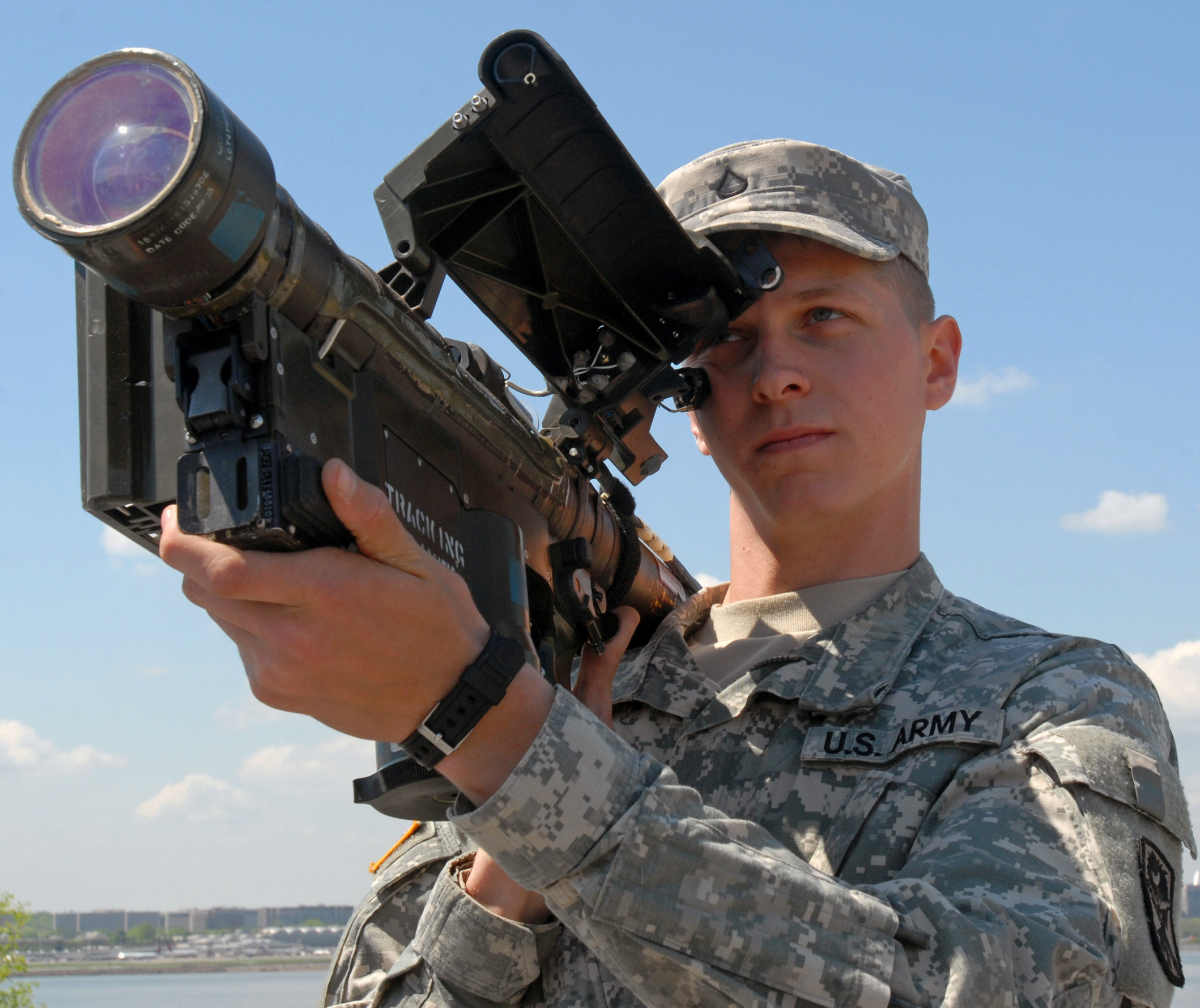
Dem Schützen einer FIM-92 Stinger wird durch ein akustisches Signal und Vibrationen am Jochbein die Zielerfassung gemeldet.